# 智能游戏格式
智能游戏格式（Smart Game Format，简称SGF）是一种用于存储棋盘游戏记录的计算机文件格式。围棋是最常见的用这种格式记录的游戏，并且是默认的。SGF最初是由Anders Kierulf为他的SmartGO程序创建的，当时具有不同的名称。该格式的当前版本是4。
SGF的主要目的是存储已玩游戏的记录，并提供存储注释和分析游戏（例如棋盘标记，变化）的功能。它是纯文本，基于树形结构的格式。树型结构使添加变化变得简单。为了便于移植，它也是基于文本的，而不是二进制的。
以 SGF 格式存储的游戏可以轻松地通过电子邮件发送、发布或使用基于文本的工具进行处理。 1990 年以来的大多数互联网围棋服务器和围棋软件都支持这种格式。

## 关于格式
一个 SGF 文件由属性和属性值的成对组成，每个属性和属性值描述游戏的一个特征。以下是一部分属性的列表。 
| AB | 添加黑子：在第一步之前要放置在棋盘上的黑子位置                    |
| AW | 添加白子：第一步之前要放置在棋盘上的白子的位置。                  |
| AN | 注释：评论游戏的人的名字。                                        |
| AP | 应用程序：用于创建 SGF 文件的应用程序（例如CGOban2,. . . ).       |
| B  | 黑方在属性值指定的位置下棋。                                      |
| BR | Black Rank：黑色玩家的等级。                                      |
| BR | 黑队：黑队的名称。                                                |
| C  | 评论：评论。                                                      |
| CP | 版权所有：版权信息。                                              |
| DT | 日期：比赛日期。                                                  |
| EV | 事件：事件的名称（例如第 58 届Honinbō冠军赛）。                   |
| FF | 文件格式：管理此 SGF 文件的 SGF 规范版本。                        |
| GM | 游戏：此 SGF 文件代表的游戏类型。属性值为 1 表示 Go。             |
| GN | 游戏名称：游戏记录的名称。                                        |
| HA | 让子：给黑棋的让子数。使用 AB 属性设置障碍石的位置。              |
| KM | Komi：贴目。                                                      |
| ON | Opening：关于开局（ 布局 ）的信息，很少在任何文件中使用。         |
| OT | 加时：加时制度。                                                  |
| B  | Black Name：执黑棋手名字。                                        |
| PC | 地点：比赛进行的地点（例如：东京）。                              |
| PL | 棋手所执棋子颜色。                                                |
| PW | 白子棋手名字。                                                    |
| RE | Result：结果，通常格式为“B+R”（黑方胜退）或“B+3.5”（黑方胜3.5）。 |
| RO | Round回合：（如：第5场比赛）。                                    |
| RU | Rule规则：规则集（例如：日本规则）。                              |
| SO | Source来源：SGF 文件的来源。                                      |
| SZ | Size尺寸：棋盘尺寸，支持非正方形板子。                            |
| TM | Time limit时间限制：以秒为单位的时间限制。                        |
| US | User用户：创建 SGF 文件的人的姓名。                               |
| W  | 白棋在属性值指定的位置下棋。                                      |
| WR | 白色等级：白色玩家的等级。                                        |
| WT | 白队：白队的名称。                                                |

没有严格检查这些标签的内容，因此可以将任何文本放入例如结果标签中。
变体嵌套在括号中，通常也分配字母。第一个分支（变体 A）是主分支。 这种表示法源于Newick 格式。

## 点和移动的坐标系
第一个字母代表列（从左到右），第二个字母代表行（从上到下）。棋盘的左上角用于小棋盘，例如用于13*13棋盘的字母"a"-"m"。
作者故意打破了用字母“A”到“T”（不包括“I”）和数字1-19标记棋步（和点数）的传统。为了简便和紧凑起见，改用了范围在“a”到“s”的两个小写字母。
棋盘的左上角作为起点，对应于大多数现代计算机绘制屏幕坐标的方式，以简化文本和图形的集成。

## 支持的游戏
遊戲種類以編號表示，寫在屬性GM中，如圍棋為GM[1]。下表為SGF支持的遊戲與對應編號。
| 遊戲         | 編號 | 遊戲       | 編號 | 遊戲    | 編號 | 遊戲     | 編號 |
| ------------ | ---- | ---------- | ---- | ------- | ---- | -------- | ---- |
| 圍棋         | 1    | 六貫棋     | 11   | 通橋棋  | 21   | Tripples | 31   |
| 黑白棋       | 2    | 鬥獸棋     | 12   | 冰山棋  | 22   | Chase    | 32   |
| 國際象棋     | 3    | 中子棋     | 13   | Plateau | 23   | 塔王棋   | 33   |
| 五子棋或连珠 | 4    | 哲球棋     | 14   | 圈套棋  | 24   | Sahara   | 34   |
| 直棋         | 5    | Quadrature | 15   | 雪地棋  | 25   | Byte     | 35   |
| 雙陸棋       | 6    | 紐西蘭圈棋 | 16   | 套筒棋  | 26   | 聚焦棋   | 36   |
| 中国象棋     | 7    | Tantrix    | 17   | 昆蟲棋  | 27   | 火山棋   | 37   |
| 日本将棋     | 8    | 亞馬遜棋   | 18   | 造島棋  | 28   | 沙漏棋   | 38   |
| 集結棋       | 9    | 八爪跳棋   | 19   | 板棋    | 29   | 星盤棋   | 39   |
| 同化棋       | 10   | 群相棋     | 20   | Kuba    | 30   | 圍點棋   | 40   |

## 格式版本
SGF的第一个版本FF [1]由Anders Kierulf在1987年构思。它是他的博士论文附录A[3]。FF[3]由Martin Müller于1993年编写。当前版本的SGF是Arno Hollosi的FF [4]，并且受到大多数当前SGF阅读器的支持。FF [2]从未公开发布。该格式已根据开放内容许可证公开发布。当前开发状态（2016）为“非活动状态”。

## 限制
- 语言：围棋在中国、日本和韩国被广泛使用，但 SGF 格式无法为文本指定不同的翻译。
- 元数据：只能存在一组有限的、固定的元数据，例如，SGF 有排名字段，但无法表示正在使用的排名系统。

- 便携式游戏符号- 记录国际象棋游戏的格式
- 便携式草稿符号